# Papiri
Genre
Papiri est un genre d'araignées aranéomorphes de la famille des Sparassidae.

## Distribution
Les espèces de ce genre sont endémiques du Brésil.

## Liste des espèces
Selon World Spider Catalog (version 26, 23/02/2025) :
- Papiri cabruca Rheims, 2025
- Papiri cacau Rheims, 2025
- Papiri caete Rheims, 2025
- Papiri tacomare Rheims, 2025

## Systématique et taxinomie
Ce genre a été décrit par Rheims en 2025 dans les Sparassidae.

## Publication originale
- Rheims, 2025 : « Papiri gen. nov., a new genus of huntsman spiders (Araneae: Sparassidae: Sparianthinae) from Brazil. » Zootaxa, no 5583(3), p. 526-548.